# Cité de Dawson
Pour les articles homonymes, voir Dawson.
Dawson (en forme longue officielle, la Cité de Dawson, ; en anglais : Dawson City) est un village situé dans le territoire du Yukon, au Canada.
Fondée au tournant du XXe siècle, la ville a une histoire intimement liée à la ruée vers l'or du Klondike. Cette ville champignon sera capitale du Yukon jusqu'en 1952. Elle demeure toujours la seconde ville en importance du territoire. Elle se trouve à la confluence du fleuve Yukon et de la rivière Klondike, au sein du sillon de Tintina.

## Histoire

### Ruée vers l'or

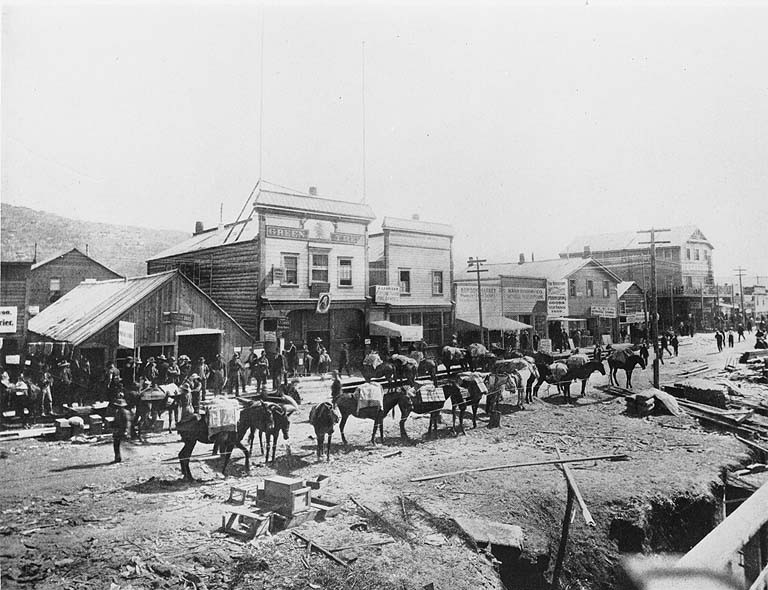
La rue Front en 1899.

La Cité de Dawson est fondée en janvier 1897 par Joseph Ladue, qui la nomme ainsi en l'honneur du géologue canadien George Mercer Dawson à la demande de William Ogilvie. George Dawson avait exploré la région en 1887. Dawson est choisie comme capitale du Yukon à sa création en 1898, et le demeure jusqu'en 1952, remplacée par Whitehorse.
La ruée vers l'or du Klondike a démarré en 1896, transformant un simple camp de pêcheurs d'été en une ville de 40 000 habitants en 1898. Rapidement, toutefois, la saturation des terrains et la découverte d'autres gisements aurifères en Alaska fait diminuer la population, qui tombe à 20 000 en 1902. Rapidement, l'exploration minière deviendra l'affaire des grandes sociétés.
Le 16 avril 1899, tôt le matin, à la suite de la chute d'une lampe, un incendie se déclare dans la rue principale. Les pompiers sont en grève, et il fait tellement froid que les pompes ont gelé. Il faudra faire du feu sur la surface du fleuve Yukon afin de pouvoir récupérer de l'eau pour éteindre les flammes. Un brouillard dense de fumée et de givre mêlés empêchait les habitants de lutter contre l'incendie, à tel point qu'il fallut utiliser des explosifs pour en limiter l'envergure. La moitié de la ville, construite en bois, fut détruite. On raconte que la chaleur était telle que l'or conservé à la banque fondit.
Un autre incendie avait ravagé la ville le 14 octobre 1898.

Photos anciennes
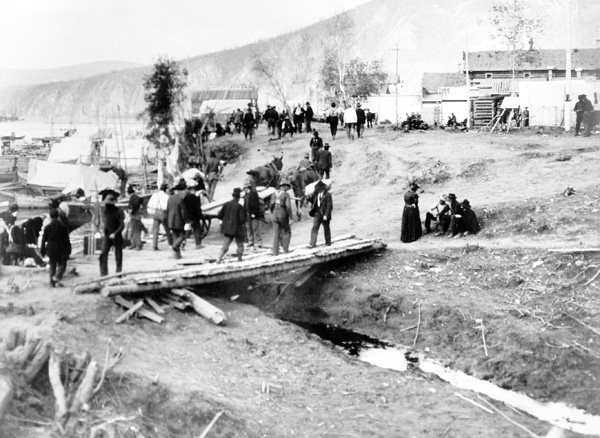
Dawson City, Yukon, Canada - 1898. Camp de base d'innombrables chercheurs d'or lors de la ruée du Klondike[7].
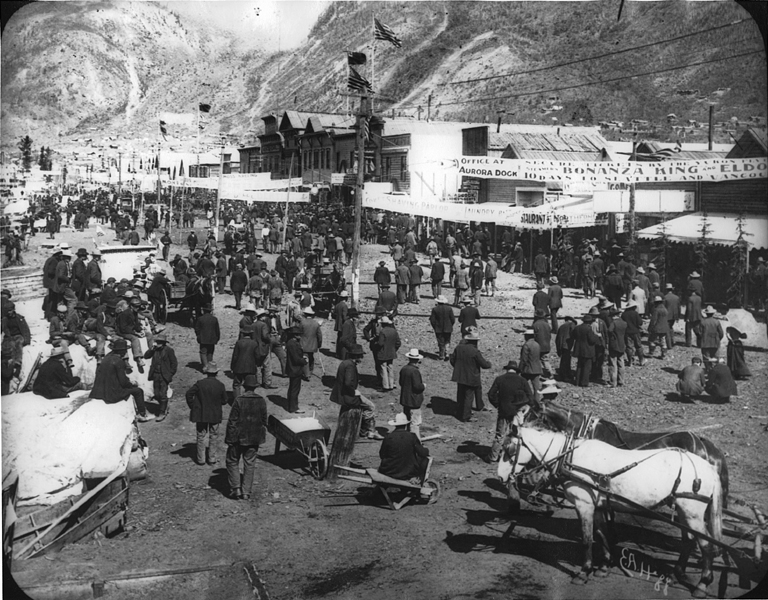
Rue Front, Dawson, 1899.

### Histoire récente

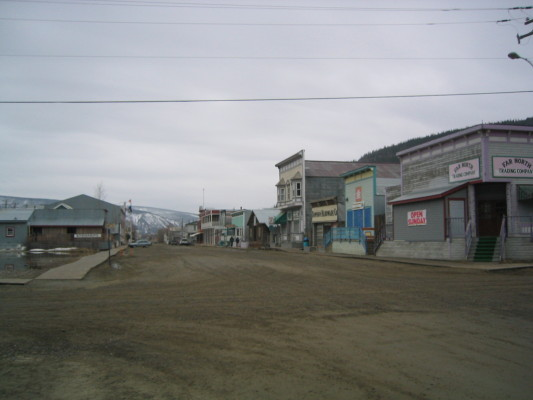
Tous les bâtiments de la ville ont un aspect du début du XXe siècle. Il est interdit de construire une maison sans suivre cette politique.

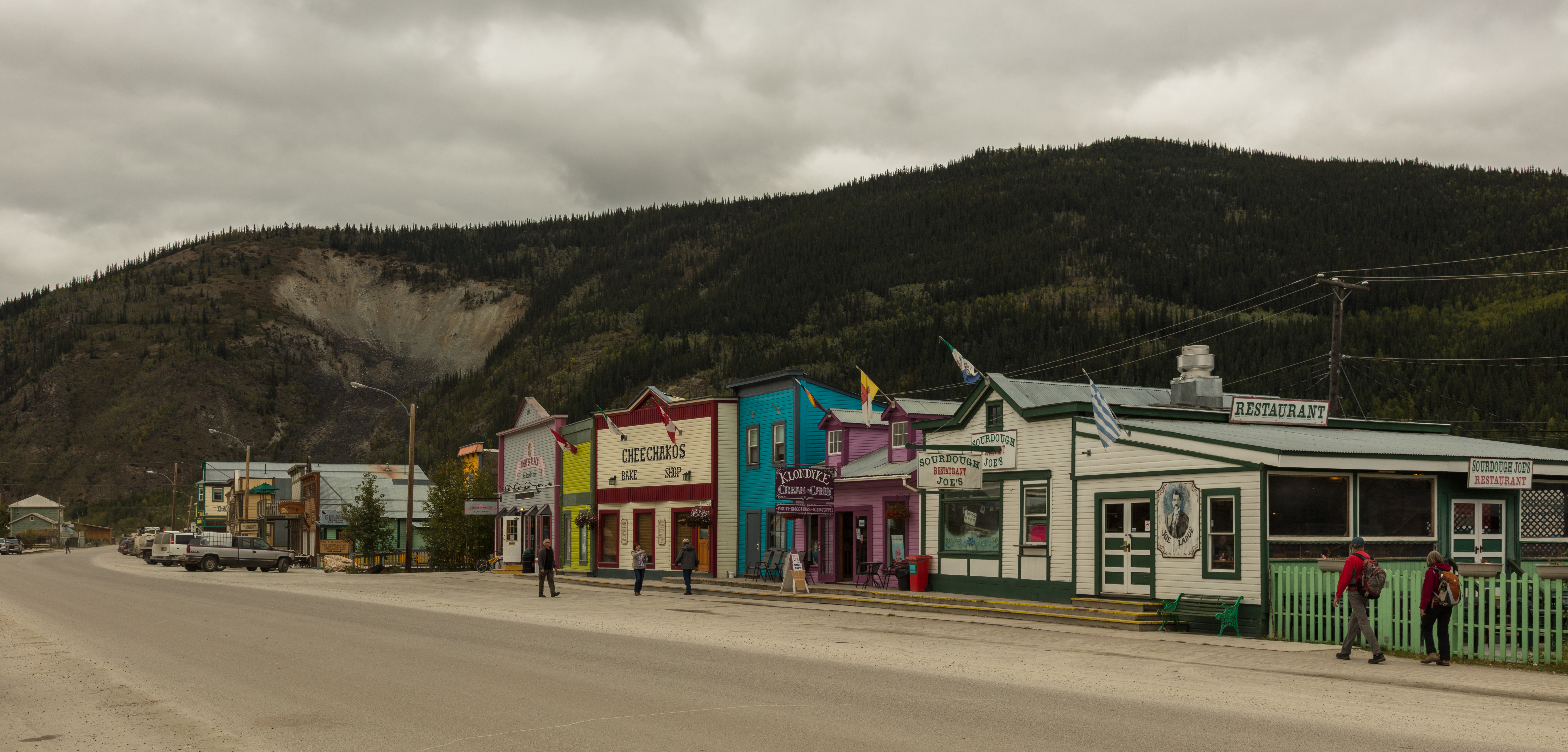
La Cité de Dawson en 2017.

Le maire de la cité de 1980 à 1994, Peter Jenkins, connu sous le pseudonyme Pirate Pete, admet ouvertement avoir piraté les signaux satellite pour distribuer gratuitement la télévision dans la ville. Il avait été condamné dans les années 1970 pour piratage du système électrique pour alimenter son hôtel.
En avril 2004, l'État du Yukon désiste Glen Everitt, maire de Dawson depuis 1996, fortement soupçonné de détourner des fonds publics. L'audit qui s'ensuit révèle la disparition de 200 000 dollars dans les caisses de la ville.
En septembre 2009, Peter Jenkins se représente aux élections municipales de la ville. Il remporte les élections mais ne souhaite pas renouveler son mandat quatre ans plus tard.

### Découverte de films
En 1978, plus de 500 bobines correspondant à 372 films nitrate de la période du cinéma muet ont été retrouvés par hasard lors de travaux à Dawson. Ils avaient été stockés et abandonnés en 1929 et préservés dans le permafrost. Les films étaient sortis entre 1903 et 1929, et parmi eux se trouvent de nombreux films qui étaient considérés comme perdus. Cette histoire a fait l'objet d'un documentaire sorti en 2016 et intitulé Dawson City : Le Temps suspendu (Dawson City: Frozen Time).

## Climat
La température à Dawson varie entre 22 °C en juillet et −32 °C en janvier. Les précipitations annuelles sont de 164 cm de neige et 232 cm de pluie. Dawson a une moyenne de 91 jours sans gelées[réf. nécessaire].
| Mois                                  | jan.       | fév.       | mars       | avril      | mai        | juin      | jui.      | août      | sep.       | oct.       | nov.       | déc.       | année          |
| ------------------------------------- | ---------- | ---------- | ---------- | ---------- | ---------- | --------- | --------- | --------- | ---------- | ---------- | ---------- | ---------- | -------------- |
| Température minimale moyenne (°C)     | −30,1      | −27,1      | −20,3      | −7,7       | 0,9        | 6,2       | 8,2       | 5,2       | −0,5       | −9         | −21,9      | −27,1      | −10,3          |
| Température moyenne (°C)              | −26        | −21,5      | −12,1      | −0,1       | 8,2        | 14        | 15,7      | 12,3      | 5,8        | −4,7       | −18,1      | −22,9      | −4,1           |
| Température maximale moyenne (°C)     | −21,8      | −15,8      | −3,8       | 7,5        | 15,5       | 21,8      | 23,1      | 19,4      | 12,1       | −0,4       | −14,3      | −18,7      | 2,1            |
| Record de froid (°C) date du record   | −56,1 1971 | −58,3 1947 | −47,8 1956 | −40,6 1944 | −15,6 1964 | −3,3 1947 | −2,4 2005 | −11 1987  | −23,2 1983 | −36,5 1996 | −47,9 1989 | −54,4 1961 | −58,3 3/2/1947 |
| Record de chaleur (°C) date du record | 9,7 1981   | 9,5 1992   | 14,2 2016  | 23 2003    | 34,7 1983  | 35 1950   | 35 1899   | 33,5 1999 | 26,1 1957  | 20,1 2003  | 12,8 1970  | 12,8 1934  | 35 9/7/1899    |
| Précipitations (mm)                   | 19,4       | 12,8       | 9,9        | 8,2        | 30,8       | 38,2      | 49        | 43,4      | 34         | 31,4       | 25,5       | 22         | 324,4          |
| dont neige (cm)                       | 27,6       | 18,2       | 12,1       | 7,2        | 2,5        | 0         | 0         | 0,4       | 4,6        | 28,7       | 36,3       | 31         | 166,5          |
| Nombre de jours avec précipitations   | 11,7       | 8,7        | 6,3        | 4,5        | 10,9       | 12        | 14,4      | 13,7      | 11         | 12,7       | 12,7       | 11,5       | 130,2          |
| Nombre de jours avec neige            | 12,3       | 9,8        | 6,5        | 3,2        | 1          | 0         | 0         | 0,1       | 1,5        | 9,9        | 13,5       | 12,2       | 69,8           |

| Diagramme climatique                                  |                |              |            |             |             |           |             |            |            |                |              |
| J                                                     | F              | M            | A          | M           | J           | J         | A           | S          | O          | N              | D            |
| −21,8−30,119,4                                        | −15,8−27,112,8 | −3,8−20,39,9 | 7,5−7,78,2 | 15,50,930,8 | 21,86,238,2 | 23,18,249 | 19,45,243,4 | 12,1−0,534 | −0,4−931,4 | −14,3−21,925,5 | −18,7−27,122 |
| Moyennes : • Temp. maxi et mini °C • Précipitation mm |                |              |            |             |             |           |             |            |            |                |              |

## Démographie
En tant que localité désignée dans le recensement de 2011, la Cité de Dawson a une population de 1 319 habitants dans 629 de ses 727 logements, soit une variation de -0,6 % par rapport à la population de 2006. Avec une superficie de 32,45 km2, cette ville possède une densité de population de 40,7 hab/km2 en 2011.
Concernant le recensement de 2006, Dawson abritait 1 327 habitants dans 599 de ses 768 logements. Avec une superficie de 32,45 km2, ce village possédait une densité de population de 40,9 hab/km2 en 2006.
| 1898     | 1899    | 1901  | 1911 | 1941  | 1956 | 1961 | 1971 | 1981 |
| -------- | ------- | ----- | ---- | ----- | ---- | ---- | ---- | ---- |
| ~ 40 000 | ~ 8 000 | 9 142 | 615  | 1 043 | 835  | 846  | 762  | 697  |

| 1986 | 1991  | 1996  | 2001  | 2006  | 2011  | 2016  | - | - |
| ---- | ----- | ----- | ----- | ----- | ----- | ----- | - | - |
| 896  | 1 089 | 1 287 | 1 251 | 1 327 | 1 319 | 1 375 | - | - |

## Économie
Le commerce actuel de la Cité de Dawson est principalement axé sur le tourisme et les mines d'or.

## Culture et tourisme

### Littérature
- Robert William Service, poète et écrivain surnommé le « Barde du Yukon » pour ses poèmes sur la ruée vers l'or au Klondike (1897) et The Spell of the Yukon composé à Whitehorse en 1907. Muté à la banque de Dawson City en 1908, il écrira Ballads of a Cheechako (1909), son deuxième recueil de poèmes. Robert Service habita dans une cabane de rondins de prospecteur située sur les hauteurs de Dawson où il composera The Trail of Ninety Eight (1910)[32].
- L'Appel de la forêt, roman de Jack London[N 1]. Un autre de ses romans se déroule à Dawson, Beliou la fumée (Smoke Bellew en anglais).

- Le Volcan d'or, roman de Jules Verne

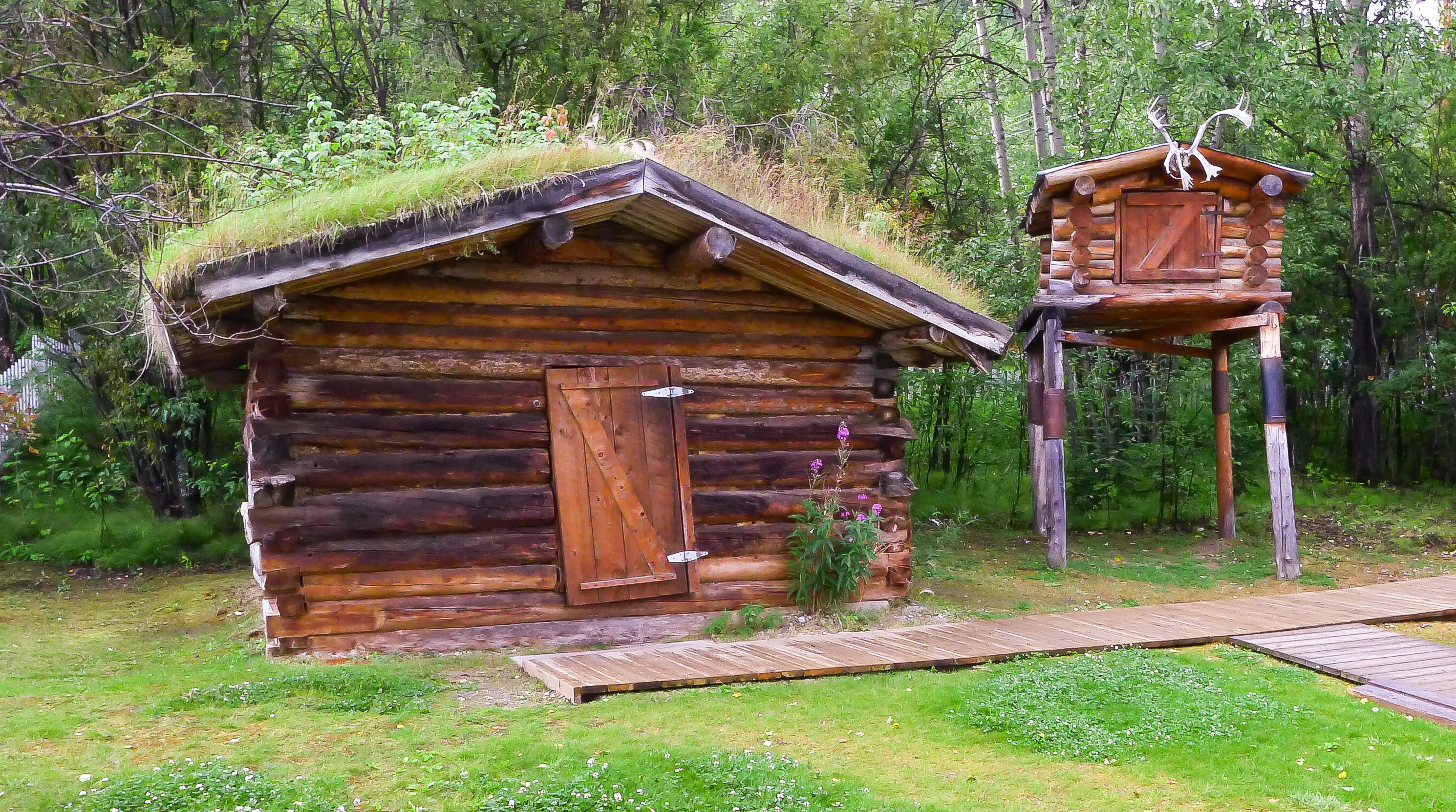
Reconstitution de la cabane de Jack London, à côté du Jack London Museum de Dawson City

- La version qui n'intéresse personne, roman d'Emmanuelle Pierrot (Le Quartanier, 2023, 368 p.)

### Bande dessinée
- La ruée vers l'or de 1896-1899 a inspiré des histoires du canard de fiction de Walt Disney Balthazar Picsou : Don Rosa a fait séjourner son personnage à Dawson entre 1896 et 1899[N 2] car Picsou y a travaillé comme prospecteur.
- La ville sert de décor à l'album de bandes dessinées de Lucky Luke, Le Klondike.

### Cinéma et télévision
- La Ruée vers l'or, film de Charlie Chaplin sorti en 1925
- Je suis un aventurier, western d'Anthony Mann avec James Stewart, 1954
- Le Dernier Trappeur, film de Nicolas Vanier. Norman Winther, le trappeur du Yukon se rend à Dawson une fois par an pour y vendre ses peaux.
- Klondike, mini-série (2014)
- Dawson City : Le Temps suspendu, documentaire sorti en 2016
- Kina & Yuk : renards de la banquise, film de Guillaume Maidatchevsky, 2023

### Tourisme
- Downtown Hotel, hôtel et attraction locale célèbre pour son Sourtoe Cocktail